# Roccaforte Mondovì
Roccaforte Mondovì é uma comuna italiana da região do Piemonte, província de Cuneo, com cerca de 2.024 habitantes. Estende-se por uma área de 84 km², tendo uma densidade populacional de 24 hab/km². Faz fronteira com Briga Alta, Chiusa di Pesio, Frabosa Sottana, Magliano Alpi, Ormea, Pianfei, Villanova Mondovì.

## Demografia
| Variação demográfica do município entre 1861 e 2011                               |
|                                                                                   |
| Fonte: Istituto Nazionale di Statistica (ISTAT) - Elaboração gráfica da Wikipedia |